# Grafo distancia-transitivo

El grafo de Biggs-Smith, el mayor grafo 3-regular distancia-transitivo

En el campo matemático de la teoría de grafos, un grafo distancia-transitivo es un grafo tal que, dados dos vértices cualesquiera v y w a cualquier distancia i, y otros dos vértices cualesquiera x y y a la misma distancia, existe un automorfismo del grafo que transforma v en x y w en y.
Un grafo distancia-transitivo es vértice-transitivo y simétrico así como distancia-regular.
El interés en los grafos distancia-transitivos radica en parte en que tienen un grupo de automorfismos grande.  Algunos grupos finitos interesantes son los grupos de automorfismos de grafos distancia-transitivos, especialmente de aquellos cuyo diámetro es 2.

## Los 12 grafos distancia-transitivos
Los grafos distancia-transitivos fueron definidos por primera vez en 1971 por Norman L. Biggs y D. H. Smith, quienes demostraron que sólo hay 12 grafos distancia-transitivos cúbicos finitos. Estos son:
| Nombre                        | Vértices | Diámetro | Cintura | Matriz de intersección            |
| ----------------------------- | -------- | -------- | ------- | --------------------------------- |
| Grafo completo K4             | 4        | 1        | 3       | {3;1}                             |
| Grafo bipartito completo K3,3 | 6        | 2        | 4       | {3,2;1,3}                         |
| Grafo de Petersen             | 10       | 2        | 5       | {3,2;1,1}                         |
| Grafo del cubo                | 8        | 3        | 4       | {3,2,1;1,2,3}                     |
| Grafo de Heawood              | 14       | 3        | 6       | {3,2,2;1,1,3}                     |
| Grafo de Papo                 | 18       | 4        | 6       | {3,2,2,1;1,1,2,3}                 |
| Grafo de Coxeter              | 28       | 4        | 7       | {3,2,2,1;1,1,1,2}                 |
| Grafo de Tutte-Coxeter        | 30       | 4        | 8       | {3,2,2,2;1,1,1,3}                 |
| Grafo del dodecaedro          | 20       | 5        | 5       | {3,2,1,1,1;1,1,1,2,3}             |
| Grafo de Desargues            | 20       | 5        | 6       | {3,2,2,1,1;1,1,2,2,3}             |
| Grafo de Biggs-Smith          | 102      | 7        | 9       | {3,2,2,2,1,1,1;1,1,1,1,1,1,3}     |
| Grafo de Foster               | 90       | 8        | 10      | {3,2,2,2,2,1,1,1;1,1,1,1,2,2,2,3} |

Independientemente, un grupo ruso liderado por Georgy Adelson-Velsky demostró en 1969 que existían grafos que son distancia-regulares pero no distancia-transitivos. El único grafo de este tipo de grado tres es la 12-jaula de Tutte de 126 vértices. El menor grafo distancia-regular que no es distancia-transitivo es el grafo de Shrikhande. Se conocen listas completas de grafos distancia-transitivos para algunos grados mayores que tres, pero la clasificación de grafos distancia-transitivos de grados arbitrariamente grandes continúa abierta.
La familia asintótica más simple de ejemplos de grafos transitivos de distancia son los grafos hipercúbicos. Otras familias son los grafos cúbicos plegados y los grafos de torre cuadrados. Las tres familias tienen un grado arbitrariamente alto.